# Дон Хонг-Оай
Дон Хонг-Оай — вьетнамско-американский фотограф китайского происхождения. Работал в жанре «китайского пиктореализма», продолжатель традиций своего учителя Лонг Чинсана.

## Биография
Дон Хонг-Оай родился в Китае, в детстве, после смерти родителей, был вынужден переехать во Вьетнам. Несмотря на ужасную нищету, смог накопить 48$ для покупки своей первой камеры. Всю войну пережил во Вьетнаме. В возрасте 15 лет, после окончания войны во время конфликтов между вьетнамцами и китайцами был вынужден покинуть Вьетнам и нелегально эмигрировал в США, Сан-Франциско, без языка, денег и связей. В США много лет жил в бедности, продавая на улице свои снимки.
В 80-х годах стал учиться у Лонг Чинсана. Потом развивал «китайский пиктореализм» и является последним и, возможно, лучшим представителем этого направления. Добавил каллиграфию на снимок. Сохранив национальную живописную традицию, он привнес в фотографию азиатские минимализм и спокойствие, совершенно несвойственные для западной живописной или фотоэстетики. Используя различные техники фотомонтажа, он создавал меланхоличные и созерцательные фотографии Китая, который периодически посещал в те годы.
В 90-х годах его фотографии начинают пользоваться спросом, попадают в галереи и музеи. Хонг становится известным за пределами Чайнатауна в Сан-Франциско и популярным автором в самых разных галереях Америки и Европы (несмотря на то, что он никогда не разговаривал по-английски). В возрасте 65 лет Хонг впервые приобретает финансовую независимость.
В последние годы жизни уже не фотографировал, а только печатал для выставок и музеев. Умер в 2004 году. Его фотографии находятся в крупнейших музеях, его книги нелегко достать. Стоимость снимков порядка 1-5 тысяч долларов.
«Каждый может сделать красивую фотографию Китая, — утверждал Хонг. — Но я хочу сделать это по-другому. Обычные фотографии не имеют ценности, если они все похожи между собой. Ценность моих снимков заключается в том, что больше такие не делает никто».